# A 2008-as Tour de France szakaszai (12–21.)

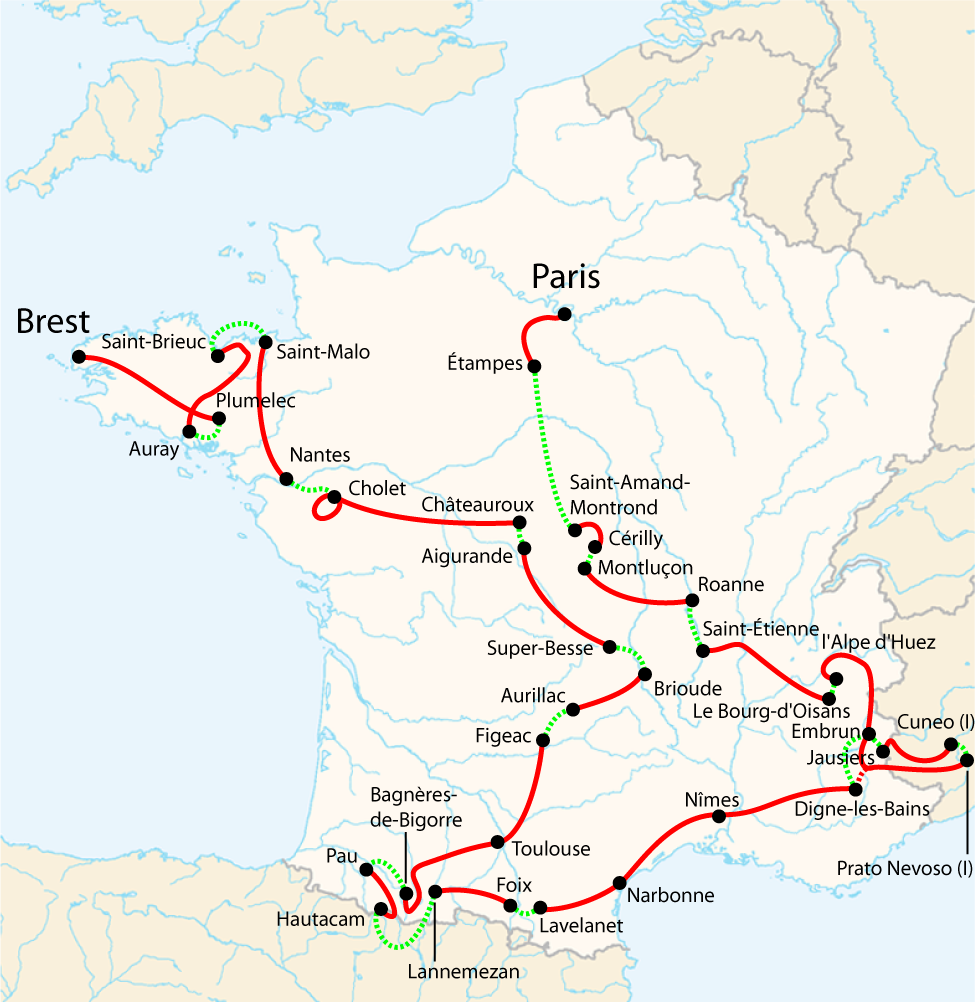
A 2008-as Tour útvonala

Ez a szócikk a 2008-as Tour de France utolsó 10 szakaszát mutatja be. Az első 11 szakasz leírása A 2008-as Tour de France szakaszai (1–11.) című lapon található.
A háromhetes verseny második felében 4 sík, 1 közepesen magas és 3 magas hegyvidéki szakasz és egy újabb egyéni időfutam várt a versenyzőkre. A Pireneusok után az Alpok hegyei közé ment a mezőny, ahol áttértek Olaszországba is.
A párizsi befutó július 27-én volt a Champs-Élysées-n.

## Szakaszok
| Szakasz | Végpontok      | Végpontok              | Hossz     |                 | Jelleg            | Időpont               |
| Szakasz | Rajt           | Cél                    | Hossz     |                 | Jelleg            | Időpont               |
| ------- | -------------- | ---------------------- | --------- | --------------- | ----------------- | --------------------- |
| 1.      | Brest          | Plumelec               | 195 km    | sík szakasz     | sík szakasz       | július 5., szombat    |
| 2.      | Auray          | Saint-Brieuc           | 165 km    | sík szakasz     | sík szakasz       | július 6., vasárnap   |
| 3.      | Saint-Malo     | Nantes                 | 195 km    | sík szakasz     | sík szakasz       | július 7., hétfő      |
| 4.      | Cholet         | Cholet                 | 29 km     | egyéni időfutam | egyéni időfutam   | július 8., kedd       |
| 5.      | Cholet         | Châteauroux            | 230 km    | sík szakasz     | sík szakasz       | július 9., szerda     |
| 6.      | Aigurande      | Super-Besse            | 195 km    | közepes szakasz | sík/hegyi szakasz | július 10., csütörtök |
| 7.      | Brioude        | Aurillac               | 158 km    | közepes szakasz | sík/hegyi szakasz | július 11., péntek    |
| 8.      | Figeac         | Toulouse               | 174 km    | sík szakasz     | sík szakasz       | július 12., szombat   |
| 9.      | Toulouse       | Bagnčres-de-Bigorre    | 222 km    | hegyi szakasz   | hegyi szakasz     | július 13., vasárnap  |
| 10.     | Pau            | Hautacam               | 154 km    | hegyi szakasz   | hegyi szakasz     | július 14., hétfő     |
| Pau     | Pau            | Pau                    | pihenőnap | pihenőnap       | pihenőnap         | július 15., kedd      |
| 11.     | Lannemezan     | Foix                   | 166 km    | közepes szakasz | sík/hegyi szakasz | július 16., szerda    |
| 12.     | Lavelanet      | Narbonne               | 168 km    | sík szakasz     | sík szakasz       | július 17., csütörtök |
| 13.     | Narbonne       | Nîmes                  | 182 km    | sík szakasz     | sík szakasz       | július 18., péntek    |
| 14.     | Nîmes          | Digne-les-Bains        | 182 km    | sík szakasz     | sík szakasz       | július 19., szombat   |
| 15.     | Embrun         | Prato Nevoso           | 183 km    | hegyi szakasz   | hegyi szakasz     | július 20. vasárnap   |
| Cuneo   | Cuneo          | Cuneo                  | pihenőnap | pihenőnap       | pihenőnap         | július 21., hétfő     |
| 16.     | Cuneo          | Jausiers               | 157 km    | hegyi szakasz   | hegyi szakasz     | július 22., kedd      |
| 17.     | Embrun         | L'Alpe-d'Huez          | 210 km    | hegyi szakasz   | hegyi szakasz     | július 23., szerda    |
| 18.     | Bourg-d'Oisans | Saint-Étienne          | 197 km    | közepes szakasz | sík/hegyi szakasz | július 24., csütörtök |
| 19.     | Roanne         | Montluçon              | 163 km    | sík szakasz     | sík szakasz       | július 25., péntek    |
| 20.     | Cérilly        | Saint-Amand-Montrond   | 53 km     | egyéni időfutam | egyéni időfutam   | július 26., szombat   |
| 21.     | Étampes        | Párizs, Champs-Élysées | 143 km    | sík szakasz     | sík szakasz       | július 27. vasárnap   |

## A szakaszok eredményei (12–21.)

### 12. szakasz –2008.július 17.–Lavelanet>Narbonne, 168,5 km

12. szakasz

|    | Versenyző          | Csapat | Idő        |
| -- | ------------------ | ------ | ---------- |
| 1  | Mark Cavendish     | COL    | 3h 40' 52" |
| 2  | Sébastien Chavanel | FDJ    | + 0"       |
| 3  | Gert Steegmans     | QST    | + 0"       |
| 4  | Erik Zabel         | MRM    | + 0"       |
| 5  | Óscar Freire       | RAB    | + 0"       |
| 6  | Francesco Chicchi  | LIQ    | + 0"       |
| 7  | Thor Hushovd       | C.A    | + 0"       |
| 8  | Leonardo Duque     | COF    | + 0"       |
| 9  | Julian Dean        | GAR    | + 0"       |
| 10 | Heinrich Haussler  | GST    | + 0"       |

|    | Versenyző             | Csapat | Idő         |
| -- | --------------------- | ------ | ----------- |
| 1  | Cadel Evans           | SIL    | 50h 23' 05" |
| 2  | Fränk Schleck         | CSC    | + 1"        |
| 3  | Christian Vande Velde | GAR    | + 38"       |
| 4  | Bernhard Kohl         | GST    | + 46"       |
| 5  | Gyenyisz Menysov      | RAB    | + 57"       |
| 6  | Carlos Sastre         | CSC    | + 1' 28"    |
| 7  | Kim Kirchen           | COL    | + 1' 56"    |
| 8  | Vlagyimir Jefimkin    | ALM    | + 2' 32"    |
| 9  | Mikel Astarloza       | EUS    | + 3' 51"    |
| 10 | Vincenzo Nibali       | LIQ    | + 4' 18"    |

### 13. szakasz –2008.július 18.–Narbonne>Nîmes, 182 km

13. szakasz

|    | Versenyző          | Csapat | Idő        |
| -- | ------------------ | ------ | ---------- |
| 1  | Mark Cavendish     | COL    | 4h 25' 42" |
| 2  | Robbie McEwen      | SIL    | + 0"       |
| 3  | Romain Feillu      | AGR    | + 0"       |
| 4  | Heinrich Haussler  | GST    | + 0"       |
| 5  | Óscar Freire       | RAB    | + 0"       |
| 6  | Thor Hushovd       | C.A    | + 0"       |
| 7  | Leonardo Duque     | COF    | + 0"       |
| 8  | Erik Zabel         | MRM    | + 0"       |
| 9  | Julian Dean        | GAR    | + 0"       |
| 10 | Sébastien Chavanel | FDJ    | + 0"       |

|    | Versenyző             | Csapat | Idő         |
| -- | --------------------- | ------ | ----------- |
| 1  | Cadel Evans           | SIL    | 54h 48' 47" |
| 2  | Fränk Schleck         | CSC    | + 1"        |
| 3  | Christian Vande Velde | GAR    | + 38"       |
| 4  | Bernhard Kohl         | GST    | + 46"       |
| 5  | Gyenyisz Menysov      | RAB    | + 57"       |
| 6  | Carlos Sastre         | CSC    | + 1' 28"    |
| 7  | Kim Kirchen           | COL    | + 1' 56"    |
| 8  | Vlagyimir Jefimkin    | ALM    | + 2' 32"    |
| 9  | Mikel Astarloza       | EUS    | + 3' 51"    |
| 10 | Vincenzo Nibali       | LIQ    | + 4' 18"    |

### 14. szakasz –2008.július 19.–Nîmes>Digne-les-Bains, 194,5 km

14. szakasz

|    | Versenyző         | Csapat | Idő        |
| -- | ----------------- | ------ | ---------- |
| 1  | Óscar Freire      | RAB    | 4h 13' 08" |
| 2  | Leonardo Duque    | COF    | + 0"       |
| 3  | Erik Zabel        | MRM    | + 0"       |
| 4  | Julian Dean       | GAR    | + 0"       |
| 5  | Steven de Jongh   | QST    | + 0"       |
| 6  | Alessandro Ballan | LAM    | + 0"       |
| 7  | Rubén Pérez       | EUS    | + 0"       |
| 8  | Jérôme Pineau     | BTL    | + 0"       |
| 9  | Matteo Tosatto    | QST    | + 0"       |
| 10 | Thor Hushovd      | C.A    | + 0"       |

|    | Versenyző             | Csapat | Idő         |
| -- | --------------------- | ------ | ----------- |
| 1  | Cadel Evans           | SIL    | 59h 01' 55" |
| 2  | Fränk Schleck         | CSC    | + 1"        |
| 3  | Christian Vande Velde | GAR    | + 38"       |
| 4  | Bernhard Kohl         | GST    | + 46"       |
| 5  | Gyenyisz Menysov      | RAB    | + 57"       |
| 6  | Carlos Sastre         | CSC    | + 1' 28"    |
| 7  | Kim Kirchen           | COL    | + 1' 56"    |
| 8  | Vlagyimir Jefimkin    | ALM    | + 2' 32"    |
| 9  | Mikel Astarloza       | EUS    | + 3' 51"    |
| 10 | Vincenzo Nibali       | LIQ    | + 4' 18"    |

### 15. szakasz –2008.július 20.–Embrun>Prato Nevoso, 183 km
|    | Versenyző             | Csapat | Idő        |
| -- | --------------------- | ------ | ---------- |
| 1  | Simon Gerrans         | C.A    | 4h 50' 44" |
| 2  | Egoi Martínez         | EUS    | + 3"       |
| 3  | Danny Pate            | GAR    | + 10"      |
| 4  | José Luis Arrieta     | ALM    | + 55"      |
| 5  | Bernhard Kohl         | GST    | + 4' 03"   |
| 6  | Carlos Sastre         | CSC    | + 4' 03"   |
| 7  | Alejandro Valverde    | GCE    | + 4' 12"   |
| 8  | Gyenyisz Menysov      | RAB    | + 4' 23"   |
| 9  | Fränk Schleck         | CSC    | + 4' 41"   |
| 10 | Christian Vande Velde | GAR    | + 4' 43"   |

|    | Versenyző             | Csapat | Idő         |
| -- | --------------------- | ------ | ----------- |
| 1  | Fränk Schleck         | CSC    | 63h 57' 21" |
| 2  | Bernhard Kohl         | GST    | + 7"        |
| 3  | Cadel Evans           | SIL    | + 8"        |
| 4  | Gyenyisz Menysov      | RAB    | + 38"       |
| 5  | Christian Vande Velde | GAR    | + 39"       |
| 6  | Carlos Sastre         | CSC    | + 49"       |
| 7  | Kim Kirchen           | COL    | + 2' 48"    |
| 8  | Vlagyimir Jefimkin    | ALM    | + 3' 36"    |
| 9  | Alejandro Valverde    | GCE    | + 4' 11"    |
| 10 | Samuel Sánchez        | EUS    | + 4' 34"    |

15. szakasz

A 15. szakasz után pihenőnapot tartottak az olaszországi Cuneo városában.

### 16. szakasz –2008.július 22.–Cuneo>Jausiers, 157 km

16. szakasz

|    | Versenyző          | Csapat | Idő        |
| -- | ------------------ | ------ | ---------- |
| 1  | Cyril Dessel       | ALM    | 4h 31' 27" |
| 2  | Sandy Casar        | FDJ    | + 0"       |
| 3  | David Arroyo       | GCE    | + 0"       |
| 4  | Jaroszlav Popovics | SIL    | + 3"       |
| 5  | George Hincapie    | COL    | + 24"      |
| 6  | Nicolas Portal     | GCE    | + 24"      |
| 7  | Tadej Valjavec     | ALM    | + 24"      |
| 8  | Stefan Schumacher  | GST    | + 1' 03"   |
| 9  | Andy Schleck       | CSC    | + 1' 28"   |
| 10 | Bernhard Kohl      | GST    | + 1' 28"   |

|    | Versenyző             | Csapat | Idő         |
| -- | --------------------- | ------ | ----------- |
| 1  | Fränk Schleck         | CSC    | 68h 30' 16" |
| 2  | Bernhard Kohl         | GST    | + 7"        |
| 3  | Cadel Evans           | SIL    | + 8"        |
| 4  | Carlos Sastre         | CSC    | + 49"       |
| 5  | Gyenyisz Menysov      | RAB    | + 1' 13"    |
| 6  | Christian Vande Velde | GAR    | + 3' 15"    |
| 7  | Kim Kirchen           | COL    | + 3' 23"    |
| 8  | Alejandro Valverde    | GCE    | + 4' 11"    |
| 9  | Samuel Sánchez        | EUS    | + 4' 34"    |
| 10 | Tadej Valjavec        | ALM    | + 5' 23"    |

### 17. szakasz –2008.július 23.–Embrun>Alpe d’Huez, 210 km

17. szakasz

|    | Versenyző             | Csapat | Idő        |
| -- | --------------------- | ------ | ---------- |
| 1  | Carlos Sastre         | CSC    | 6h 07' 58" |
| 2  | Samuel Sánchez        | EUS    | + 2' 03″   |
| 3  | Andy Schleck          | CSC    | + 2' 03"   |
| 4  | Alejandro Valverde    | GCE    | + 2' 13"   |
| 5  | Fränk Schleck         | CSC    | + 2' 13"   |
| 6  | Vlagyimir Jefimkin    | ALM    | + 2' 15″   |
| 7  | Cadel Evans           | SIL    | + 2' 15"   |
| 8  | Gyenyisz Menysov      | RAB    | + 2' 15"   |
| 9  | Christian Vande Velde | GAR    | + 2' 15"   |
| 10 | Bernhard Kohl         | GST    | + 2' 15"   |

|    | Versenyző             | Csapat | Idő         |
| -- | --------------------- | ------ | ----------- |
| 1  | Carlos Sastre         | CSC    | 74h 39' 03″ |
| 2  | Fränk Schleck         | CSC    | + 1' 24"    |
| 3  | Bernhard Kohl         | GST    | + 1' 33"    |
| 4  | Cadel Evans           | SIL    | + 1' 34"    |
| 5  | Gyenyisz Menysov      | RAB    | + 2' 39"    |
| 6  | Christian Vande Velde | GAR    | + 4' 41"    |
| 7  | Alejandro Valverde    | GCE    | + 5' 35″    |
| 8  | Samuel Sánchez        | EUS    | + 5' 52″    |
| 9  | Tadej Valjavec        | ALM    | + 8' 10″    |
| 10 | Vlagyimir Jefimkin    | ALM    | + 8' 24″    |

### 18. szakasz –2008.július 24.–Bourg d'Oisans>Saint-Étienne, 197 km

18. szakasz

|    | Versenyző           | Csapat | Idő        |
| -- | ------------------- | ------ | ---------- |
| 1  | Marcus Burghardt    | COL    | 4h 30' 21" |
| 2  | Carlos Barredo      | QST    | + 0"       |
| 3  | Romain Feillu       | AGR    | + 3' 33"   |
| 4  | Christophe Le Mével | C.A    | + 3' 33"   |
| 5  | Mikel Astarloza     | EUS    | + 3' 35"   |
| 6  | Samuel Dumoulin     | COF    | + 6' 39″   |
| 7  | Cyril Dessel        | ALM    | + 6' 39"   |
| 8  | Roman Kreuziger     | LIQ    | + 6' 39"   |
| 9  | Leif Hoste          | SIL    | + 6' 39"   |
| 10 | Andy Schleck        | CSC    | + 6' 39"   |

|    | Versenyző             | Csapat | Idő         |
| -- | --------------------- | ------ | ----------- |
| 1  | Carlos Sastre         | CSC    | 74h 39' 03″ |
| 2  | Fränk Schleck         | CSC    | + 1' 24"    |
| 3  | Bernhard Kohl         | GST    | + 1' 33"    |
| 4  | Cadel Evans           | SIL    | + 1' 34"    |
| 5  | Gyenyisz Menysov      | RAB    | + 2' 39"    |
| 6  | Christian Vande Velde | GAR    | + 4' 41"    |
| 7  | Alejandro Valverde    | GCE    | + 5' 35″    |
| 8  | Samuel Sánchez        | EUS    | + 5' 52″    |
| 9  | Tadej Valjavec        | ALM    | + 8' 10″    |
| 10 | Vlagyimir Jefimkin    | ALM    | + 8' 24″    |

### 19. szakasz –2008.július 25.–Roanne>Montluçon, 165,5 km

19. szakasz

|    | Versenyző         | Csapat | Idő        |
| -- | ----------------- | ------ | ---------- |
| 1  | Sylvain Chavanel  | COF    | 3h 37' 09" |
| 2  | Jérémy Roy        | FDJ    | + 0"       |
| 3  | Gerald Ciolek     | COL    | + 1' 13"   |
| 4  | Erik Zabel        | MRM    | + 1' 13"   |
| 5  | Heinrich Haussler | GST    | + 1' 13"   |
| 6  | Leonardo Duque    | COF    | + 1' 13"   |
| 7  | Filippo Pozzato   | LIQ    | + 1' 13"   |
| 8  | Thor Hushovd      | C.A    | + 1' 13"   |
| 9  | Robert Förster    | GST    | + 1' 13"   |
| 10 | Julian Dean       | GAR    | + 1' 13"   |

|    | Versenyző             | Csapat | Idő         |
| -- | --------------------- | ------ | ----------- |
| 1  | Carlos Sastre         | CSC    | 74h 39' 03″ |
| 2  | Fränk Schleck         | CSC    | + 1' 24"    |
| 3  | Bernhard Kohl         | GST    | + 1' 33"    |
| 4  | Cadel Evans           | SIL    | + 1' 34"    |
| 5  | Gyenyisz Menysov      | RAB    | + 2' 39"    |
| 6  | Christian Vande Velde | GAR    | + 4' 41"    |
| 7  | Alejandro Valverde    | GCE    | + 5' 35″    |
| 8  | Samuel Sánchez        | EUS    | + 5' 52″    |
| 9  | Tadej Valjavec        | ALM    | + 8' 10″    |
| 10 | Vlagyimir Jefimkin    | ALM    | + 8' 24″    |

### 20. szakasz –2008.július 26.–Cérilly>Saint-Amand-Montrond, 53 km (egyéni időfutam)

20. szakasz

|    | Versenyző             | Csapat | Idő        |
| -- | --------------------- | ------ | ---------- |
| 1  | Stefan Schumacher     | GST    | 1h 03' 50" |
| 2  | Fabian Cancellara     | CSC    | + 21"      |
| 3  | Kim Kirchen           | COL    | + 1' 01"   |
| 4  | Christian Vande Velde | GAR    | + 1' 05"   |
| 5  | David Millar          | GAR    | + 1' 37"   |
| 6  | Gyenyisz Menysov      | RAB    | + 1' 55"   |
| 7  | Cadel Evans           | SIL    | + 2' 05"   |
| 8  | Sebastian Lang        | GST    | + 2' 19"   |
| 9  | Bernhard Kohl         | GST    | + 2' 21"   |
| 10 | George Hincapie       | COL    | + 2' 28"   |

|    | Versenyző             | Csapat | Idő         |
| -- | --------------------- | ------ | ----------- |
| 1  | Carlos Sastre         | CSC    | 84h 01' 00″ |
| 2  | Cadel Evans           | SIL    | + 1' 05"    |
| 3  | Bernhard Kohl         | GST    | + 1' 20"    |
| 4  | Gyenyisz Menysov      | RAB    | + 2' 00"    |
| 5  | Christian Vande Velde | GAR    | + 3' 12"    |
| 6  | Fränk Schleck         | CSC    | + 4' 28"    |
| 7  | Samuel Sánchez        | EUS    | + 6' 32″    |
| 8  | Kim Kirchen           | COL    | + 7' 02″    |
| 9  | Alejandro Valverde    | GCE    | + 7' 26″    |
| 10 | Tadej Valjavec        | ALM    | + 9' 12″    |

### 21. szakasz –2008.július 27.–Étampes>Párizs,Champs-Élysées, 143 km

21. szakasz

|    | Versenyző         | Csapat | Idő        |
| -- | ----------------- | ------ | ---------- |
| 1  | Gert Steegmans    | QST    | 3h 51' 38" |
| 2  | Gerald Ciolek     | COL    | + 0"       |
| 3  | Óscar Freire      | RAB    | + 0"       |
| 4  | Robbie McEwen     | SIL    | + 0"       |
| 5  | Thor Hushovd      | C.A    | + 0"       |
| 6  | Julian Dean       | GAR    | + 0"       |
| 7  | Stefan Schumacher | GST    | + 0"       |
| 8  | Robert Förster    | GST    | + 0"       |
| 9  | Leonardo Duque    | COF    | + 0"       |
| 10 | Robert Hunter     | BAR    | + 0"       |

|    | Versenyző             | Csapat | Idő         |
| -- | --------------------- | ------ | ----------- |
| 1  | Carlos Sastre         | CSC    | 87h 52' 52″ |
| 2  | Cadel Evans           | SIL    | + 58"       |
| 3  | Bernhard Kohl         | GST    | + 1' 13"    |
| 4  | Gyenyisz Menysov      | RAB    | + 2' 10"    |
| 5  | Christian Vande Velde | GAR    | + 3' 05"    |
| 6  | Fränk Schleck         | CSC    | + 4' 28"    |
| 7  | Samuel Sánchez        | EUS    | + 6' 25″    |
| 8  | Kim Kirchen           | COL    | + 6' 55″    |
| 9  | Alejandro Valverde    | GCE    | + 7' 12″    |
| 10 | Tadej Valjavec        | ALM    | + 9' 05″    |

## Lásd még
- A 2008-as Tour de France szakaszai (1–11.)
- 2008-as Tour de France